# Юдин, Лев Александрович
Ле́в Алекса́ндрович Ю́дин (16 октября [29 октября] 1903, Витебск, Витебская губерния — 10 ноября 1941, Усть-Тосно, Ленинградский фронт, РСФСР) — советский художник-живописец, график, силуэтист, деятель русского авангарда. Ученик К. С. Малевича. В 1921—1938 гг. вёл дневник, который является одним из важных источников для понимания педагогики К. С. Малевича, его личности, отношений с учениками, а также эволюции беспредметного искусства в 1920—1930-х годах. Член Союза художников с 1932 года.

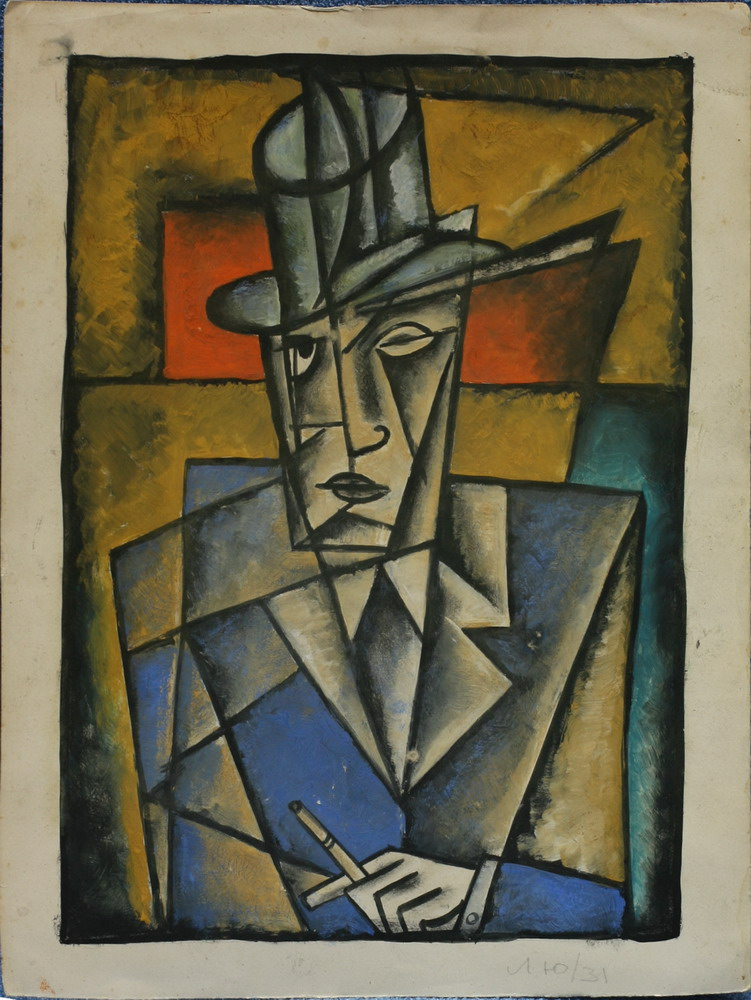
Лев Александрович Юдин (1903—1941). «Портрет мужчины в цилиндре». 1931. Бумага, смешанная техника. 38 × 29 см

## Биография
Родился в Витебске, в семье агента витебского Общества солезаводчиков Александра Гавриловича Юдина (1863—1916). Племянник врача Вениамина Гавриловича Юдина, двоюродный брат пианистки Марии Вениаминовны Юдиной и дирижёра Гавриила Яковлевича Юдина.
В 1918—1922 годах учился в Витебском художественно-практическом институте, первоначально в скульптурной мастерской у И. Х. Тильберга и сменившего его Д. А. Якерсона, затем у В. М. Ермолаевой, Н. О. Коган и К. С. Малевича.
В 1920 году принимал участие в организации УНОВИСа в Витебске. С 1921 года участвовал в выставках.
В 1922 году вместе с основным составом УНОВИСа переезжает в Петроград. Учился во ВХУТЕМАСе — ВХУТЕИНе (1922—1923). на общем курсе.
С 1923 года — сотрудник Формально-теоретического отдела ГИНХУКа. Занимается оформлением теории К. С. Малевича о прибавочном элементе в искусстве по разделу кубизма.
Также работал заведующим графической частью Государственного учебно-педагогического издательства (1931—1933).
В конце 1920—1930-х годах входил в группу живописно-пластического реализма. Так в 1927—1934 годах в Ленинграде называли себя художники — последователи К. С. Малевича: В. Ермолаева, В. Стерлигов, А. А. Лепорская, К. И. Рождественский. Некоторые из них, как В. М. Ермолаева и Л. А. Юдин — члены «УНОВИС» («Утвердители Нового искусства»), в начале 1920-х годов объединённые разработкой общих художественных вопросов. Официального статуса группа не имела. Участники группы собирались на квартире В. М. Ермолаевой на 10-й линии Васильевского острова (д. 13, кв. 2); организовывались выставки-просмотры работ художников с последующим обсуждением работ самими авторами и искусствоведами. Выставки впоследствии стали основанием для возбуждения так называемого «дела группы живописно-пластического реализма». В деле группы фигурировал и Л. А. Юдин — его вызывали в НКВД, как свидетеля, до 26 февраля 1935 года.
В 1941 году, в начале Великой Отечественной войны, учился на краткосрочных курсах командиров под Ленинградом. По окончании военных курсов младший лейтенант Лев Юдин погиб в первом же своем бою под Усть-Тосно, в одном из самых кровавых мест Ленинградского фронта, 9-го или 10 ноября 1941 года. Уже будучи на передовой, Юдин получил «бронь» от Союза художников, но отказался воспользоваться ею, считая это предательством по отношению к бойцам своего взвода.
Первая персональная выставка Л. А. Юдина прошла в выставочных залах Ленинградского отделения Союза художников в 1973 году, подготовленная С. Н. Спицыным.
Живописные произведения художника экспонировались в Дрездене, Брюсселе, Петербурге.

## Работа в детской книге
С 1928 по 1934 годы сотрудничает в журналах «Чиж» и Ёж, вместе с другими художниками и литераторами: В. Курдовым, Ю. Васнецовым, П. Соколовым, Б. Малаховским, В. Ермолаевой, Н. Олейниковым, Н. Заболоцким, Э. Криммером.
Иллюстрировал тексты Д. Хармса, А. Введенского. Тонко чувствовал специфику обэриутской поэзии — сдвиги и повторы, интонационное многообразие, весёлый абсурд происходящего, разговорный стиль изложения . Все эти качества усиливались излюбленной Юдинской техникой.
Художник не только рисовал, но резал, без предварительного рисунка, (ножницами) силуэты, составляя изображение из отдельных крошечных чёрных фигурок, со сложными очертаниями и множеством мелких острых деталей. Искусству «рейзеле» он научился от матери. Работы Юдина отличает точность и изящество рисунка, удивительное декоративно-ритмическое мастерство. Виртуозно вырезая ножницами силуэты животных и людей 1-2 см величиной, часто в сложных композиционных взаимодействиях, выступал перед детьми, уча их этому искусству. Рисовал полуабстрактные бумажные скульптуры и фотографировал их при определённом освещении; и вовсе не сами скульптуры, а именно эти фотографии становились окончательными произведениями искусства. Также, совместно с В. Ермолаевой разрабатывал книги-игрушки.
В конце 1930-х годов занимался резцовой гравюрой.

### Иллюстрации в детских книгах
- Дейнека Н. Война в тетрадке (1941)
- Введенский А. Кто? / А. Введенский; рис. : Л. Юдин.- Ленинград: Детская литература, 1979.- 15, [1] с.: ил.
- Маршак С. Загадки

## Семья
Жена — Мария Горохова (1903, Санкт-Петербург — 1991, Ленинград), живописец, график, художник по росписи тканей, педагог. Сын — Александр Юдин, доктор биологических наук, научный сотрудник в Институте цитологии РАН.
До войны семья Юдиных жила на Удельной, на несуществующей ныне Лиственной улице на Лихачёвой горе (теперь там расположен велотрек).

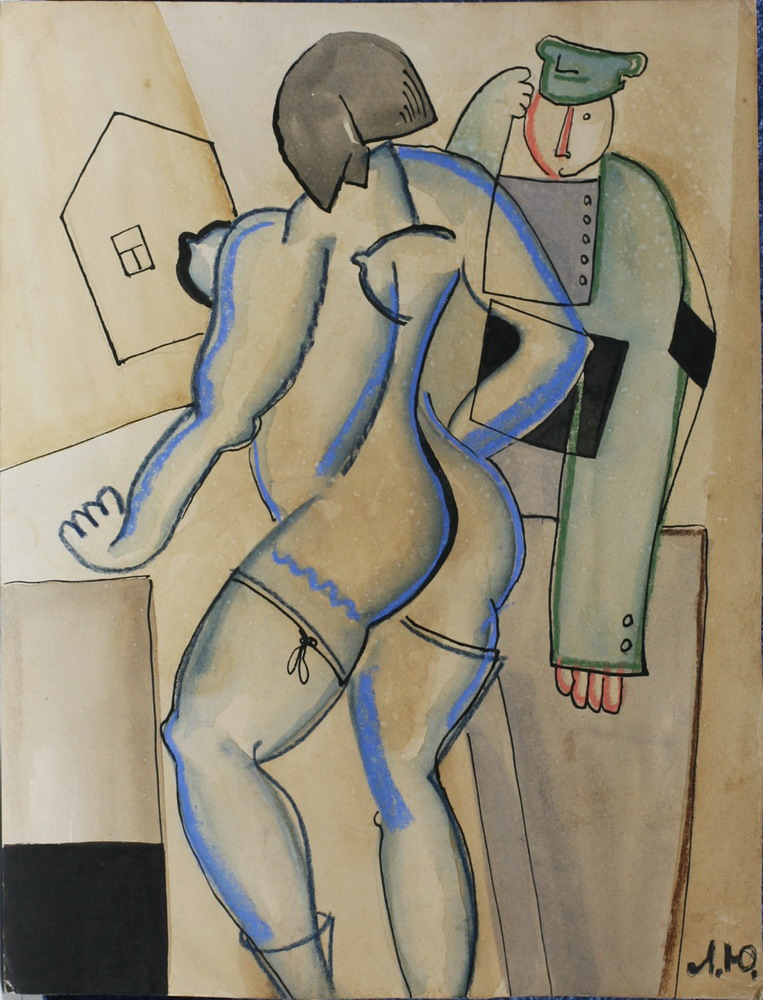
Лев Александрович Юдин (1903—1941). «Ню». 1930-е годы. Бумага, смешанная техника. 27 × 20 см

## Память
- Улица Льва Юдина в Москве.